# Fédération européenne d'associations nationales d'ingénieurs
La Fédération européenne d'associations nationales d'ingénieurs (FEANI) est une fédération fondée en 1951 qui délivre le titre d'ingénieur européen depuis 1987. La délivrance du titre d'ingénieur européen (EUR ING), qui est une qualification professionnelle de droit privé, se traduit par l'inscription sur un Registre européen tenu par la FEANI. Ce titre est reconnu par 27 pays membres de la FEANI.

## Les ingénieurs européens en France
En France, c'est le Conseil national des ingénieurs et des scientifiques des France (CNISF) qui gère les demandes pour l’attribution du titre d’ingénieur européen EUR ING auprès de la Fédération européenne d'associations nationales d'ingénieurs (FEANI).
Le titre d’ingénieur européen EUR ING permet à un ingénieur (de formation bac+5) d’avoir une reconnaissance européenne.